# Toquí pectoral
El toquí pectoral (Arremon taciturnus) és una espècie d'ocell de la família dels passerèl·lids (Passerellidae) que habita la selva humida i altres formacions boscoses de l'est de Colòmbia, oest i sud de Veneçuela, Guaiana, Brasil, est de Bolívia i sud-est del Perú.

## Descripció
Té marcat patró de plomatge, present al sotabosc del bosc plujós. Les ales i el dors són verd brillant amb el cap negre amb supercili blanc sobre els ulls que s'estén cap darrere de la corona i contrastant gola blanca. Els mascles són gris clar per sota amb els part o tot els pectorals laterals negres; les femelles són similars però en la regió ventral posseeixen un matís camussa i manca de negre al pit. És poc probable confondre'l amb qualsevol altra espècie al seu rang de distribució. Trobat en densos pegats de sotabosc a l'interior del bosc plujós madur, al llarg de rierols, quebrades i clarianes de bosc (produïts per la caiguda d'arbres). Pot ser difícil de trobar ja que s'escapoleix pel terra del bosc. El cant i reclam són molt aguts.

## Distribució i hàbitat
L'espècie es pot trobar a tot arreu a la conca de l'Amazones excepte a les parts occidentals. A més de la selva amazònica, es troba a l'est i nord-est del Brasil.

## Taxonomia
El toquí pectoral va ser descrit el 1779 pel polímata francès Georges-Louis Leclerc, comte de Buffon a la seva Histoire Naturelle des Oiseaux amb el nom francès "L'Oiseau Silencieux". També es va il·lustrar en una làmina pintada a mà que es va produir per acompanyar el llibre de Buffon. Buffon no va utilitzar noms binomials, però el 1783 el naturalista francès Johann Hermann va encunyar el nom de “Tanagra taciturna”. L'epítet específic taciturnus és la paraula llatina per a "silenciós" o "quiet". L'espècie ara es troba en el gènere Arremon que va ser erigit per l'ornitòleg francès Louis Pierre Vieillot el 1816 amb el toquí pectoral com a espècie tipus.
El toquí pectoral és una espècie politípica sud-americana amb tres subespècies actualment reconegudes:
- A. r. taciturnus (Hermann, 1783) est de Colòmbia, centre i sud de Veneçuela, la Guaiana, Brasil amazònic i nord-est de Bolívia.
- A. r. nigrirostris (Sclater, 1886) sud-est de Perú i nord de Bolívia.
- A. r. axillaris (Sclater, 1854) nord-est de Colòmbia i oest de Veneçuela.

Històricament, dues espècies addicionals, Arremon semitorquatus i Arremon franciscanus, es van considerar relacionades amb Arremon taciturnus, formant així un complex d'espècies. Gràcies a l'estudi de Buainain et al. (2017) que va revisar la taxonomia del complex, incloent tots els tàxons implicats, basant-se en la coloració, la morfometria i els caràcters vocals van observar que tots els tàxons, excepte A. taciturnus nigrirostris, són diagnosticables a partir de la coloració, especialment del bec, les franges superciliars i les cobertores alars i tenen distribucions ben definides. A partir dels resultats obtinguts, van suggerir que A. taciturnus, A. axillaris, A. semitorquatus i A. franciscanus fossin espècies vàlides, mentre que el nom específic nigrirostris s'havia de considerar un sinònim junior de taciturnus. Totes aquestes espècies, a més d'A. taciturnus i A. axillaris, tenen també vocalitzacions clarament diferents.
Alguns autors consideren que la població més septentrional és en realitat una espècie diferent:
- Arremon axillaris (Sclater, 1854) - toquí dorsigroc[14]